# I Me
i Me是天娱传媒于2010年推出的一个跨国女子团体，由天娱传媒、韩国DOREMI MUSIC、泰国正大集团三大娱乐公司联手打造，三名中国籍成员李雨奚、刘美含、易易紫，一名泰国籍成员那琳和一名韩国籍成员泫京共同组成。组合主打90后“蜜女”路线，因此被昵称为“蜜团”。出道至今已发行一张EP《哎咿呀》。

## 团名由来
组合名字“i Me”的涵义：“i”代表international、idol、idea，“Me”表示自我、团队。

## 成员简介
| 本名           | 藝名   | 英文名                | 称号     | 生日      | 擔當       | 备注                                  |
| -------------- | ------ | --------------------- | -------- | --------- | ---------- | ------------------------------------- |
| นลินธารา โฮเลอร์ | 那琳   | Sara Nalintara Hohler | 奔放小猫 | 1986.12.2 | 領唱、門面 | 2006年泰国AF3大赛第五名，组合G2G成员  |
| 易秋蘭         | 易易紫 | Nikiii                | 性感短发 | 1987.11.8 | 饒舌、副唱 | 2009年“快乐女声”全国300强             |
| 심현경         | 泫京   | Haley                 | 冷艳美女 | 1988.10.5 | 主唱、高音 | 前SM娛樂、DSP媒體练习生               |
| 李雨奚         | 李雨奚 | Mocika                | 邻家女孩 | 1990.2.10 | 隊長、副唱 | 原名李媛希 2009年“快乐女声”全国第10名 |
| 刘美含         | 刘美含 | Mikan                 | 可爱公主 | 1991.4.9  | 副唱、形象 | 2009年“快乐女声”全国第15名            |

## 演艺经历

### 背景
天娱传媒于2008年推出的男子团体至上励合，在短短一年时间里取得了巨大的成功。因此在2009年的“快乐女声”比赛开始后，公司就有意从中寻找合适的成员来打造一支类似的女子团体，该组合也一度被冠以女版“至上励合”的称号。

### 出道和发展
快女比赛结束后，新组合的人选众说纷纭。在2009年12月31日的湖南卫视跨年演唱会上，包括李雨奚、刘美含在内的五名快女以“Super Girl”的名义亮相表演节目，曾一度被认为是新组合的人选。不过最后五人中仅有两人入选。
2010年2月6日，入选新组合的李雨奚、刘美含和易易紫三人前往韩国与两名外籍成员会合，开始进行声乐和舞蹈等各方面的训练，期间成员中的刘美含曾传出受伤的消息。
5月6日，三名中国成员结束集训回国，同时新组合正式定名为“i Me”，而两名外籍成员那琳和泫京亦正式曝光。5月27日，组合推出首支单曲《哎咿呀》，之后连续多期在湖南卫视王牌综艺节目“天天向上”中亮相，制造了巨大的关注度。6月30日，i Me在北京举行新闻发布会，正式宣布出道，并推出EP《哎咿呀》。凭借这张EP，出道仅数月的她们便夺得多个新人奖项。
由于是跨国组合，i Me积极发展海外市场，于当年8月底和10月初两次赴泰国宣传，期间曾担任AF-Single Ladies演唱会嘉宾。

## 作品

### EP
- 2010年6月26日，《哎咿呀》
- 2012年2月15日，泰文單曲《Help me! 》

### MV
- i Me《哎咿呀》《一直很喜欢》《友情的界限》（EP《哎咿呀》）
- 天娱群星《给力青春》（湖南卫视2010年跨年演唱会主题曲）

### 电影
- 2011年12月1日，《开心魔法》饰 东山排球队队员

### 电视剧
- 2011年8月11日，《夏日甜心之夏恋》刘美含 饰 夏恋
- 2011年8月18日，《夏日甜心之摇滚公寓》李媛希 饰 乐队主唱
- 2011年9月8日，《夏日甜心之爱情动作片》易易紫 饰 Summer

## 所获奖项
- 2010年8月21日，第七届劲歌王·金曲金榜“最有前途新人组合”
- 2010年11月28日，第十二届韩国Mnet亚洲音乐盛典“亚洲新星”
- 2010年12月19日，第三届音乐风云榜新人盛典“年度最具风尚艺人”